# Kim Dotcom
Kim Dotcom, ursprungligen Kim Schmitz, även känd som Kimble, född 21 januari 1974 i Kiel i dåvarande Västtyskland, är en tysk-finländsk internetentreprenör bosatt i Queenstown i Nya Zeeland. Dotcom är främst känd för att ha grundat den nu nedlagda fildelningssajten Megaupload (2005–2012).
Under 1990-talet gjorde Kim Dotcom sig känd i Tyskland som tonårshackare, som dömts för att ha sålt identiteter han stulit från en telefonoperatörs kunddatabas. Dotcom använde detta offentligt som merit för att sälja säkerhetstjänster till företag med bristande kunskap om internetsäkerhet. Sedan stängningen av Megaupload år 2012 har han anklagats för upphovsrättsbrott och andra åtalspunkter, såsom penningtvätt, utpressning och bedrägeri, av USA:s justitiedepartement. Bland annat beslagtogs hans två privata helikoptrar och flera andra lyxvaror.
I början av 2013 blev han åter uppmärksammad i media, då han startat en ny webbplats för fildelning, Mega.